# Jean Louisa Kelly
Jean Louisa Kelly (n. 9 martie 1972, Worcester, Massachusetts) este o actriță americană.  A debutat ca Tia Russell în filmul Unchiul Buck (1989) alături de John Candy. Madigan a mai apărut în filme ca The Fantasticks (1995) sau  Mr. Holland's Opus (1995). Între  2000-2006, a portretizat rolul lui Kim Warner din sitcomul CBS Yes, Dear.

## Filmografie

### Film
| An   | Titlu                              | Rol               | Note        |
| ---- | ---------------------------------- | ----------------- | ----------- |
| 1989 | Unchiul Buck                       | Tia Russell       |             |
| 1992 | American Shaolin                   | Maria             |             |
| 1995 | The Fantasticks                    | Luisa Bellamy     |             |
| 1995 | Mr. Holland's Opus                 | Rowena Morgan     |             |
| 1998 | Origin of the Species              | Laura             |             |
| 1999 | A Stranger in the Kingdom          | Athena Allen      |             |
| 2001 | Landfall                           | Marguerite Harris |             |
| 2003 | Little Red Light                   | Amanda Meyer      | Scurtmetraj |
| 2010 | Locked Away                        | Chloe             |             |
| 2010 | Public Access                      | Nancy             | Scurtmetraj |
| 2014 | 1000 to 1: The Cory Weissman Story | Tina Weissman     | Video       |

### Televiziune
| An      | Titlu                                   | Rol                                | Note                                 |
| ------- | --------------------------------------- | ---------------------------------- | ------------------------------------ |
| 1994    | Breathing Lessons                       | Daisy                              | Film TV                              |
| 1994    | One More Mountain                       | Mary Graves                        | Film                                 |
| 1995    | Tad                                     | Julia Taft                         | Film                                 |
| 1996    | Harvest of Fire                         | Rachel                             | Film                                 |
| 1996    | Princess Gwenevere and the Jewel Riders | Princess Gwenevere (voice)         | Rol principal (10 episoade)          |
| 1997    | Homicide: Life on the Street            | Sarah Langdon                      | Episodul: "Kaddish"                  |
| 1997    | Stolen Women: Captured Hearts           | Sarah White                        | Film                                 |
| 1998    | Ruby Bridges                            | Jane Coles                         | Film                                 |
| 1998    | The Day Lincoln Was Shot                | Lucy Lambert Hale                  | Film                                 |
| 1998    | Law & Order                             | Coral Galvin                       | Episodul: "Scrambled"                |
| 1998/99 | Mad About You                           | Diane                              | 3 episoade                           |
| 1999    | The Cyberstalking                       | Holly Moon                         | Film                                 |
| 1999    | Cold Feet                               | Shelley Sullivan                   | Rol principal (8 episoade)           |
| 2000–06 | Yes, Dear                               | Kim Warner                         | Rol principal (122 episoade)         |
| 2001    | Ally McBeal                             | Lisa                               | Episodul: "The Ex-Files"             |
| 2006    | Grey's Anatomy                          | Rose Ward                          | Episodul: "Blues for Sister Someone" |
| 2008    | Ghost Whisperer                         | Jennifer Quinlan / Nora Sutherland | Episodul: "First Do No Harm"         |
| 2008    | Eli Stone                               | Julie Lazer                        | Episodul: "Heal the Pain"            |
| 2008    | Gary Unmarried                          | Beth                               | Episodul: "Gary and Allison Brooks"  |
| 2009    | Surviving Suburbia                      | Melissa Mann                       | Episodul: "Desperate Housewife"      |
| 2009    | Cadoul de Crăciun                       | Cherie Green                       | Film Hallmark Channel                |
| 2010    | The Glades                              | Becky                              | Episodul: "A Perfect Storm"          |
| 2010    | Burn Notice                             | Emily                              | Episodul: "Blind Spot"               |
| 2010–13 | Hero Factory                            | Natalie Breez / Operator           | Rol secundar; 6 episoade             |
| 2011    | Paul the Male Matchmaker                | Darla                              | 2 episoade                           |
| 2011    | CSI: Miami                              | Amy Wells                          | Episodul: "Stoned Cold"              |
| 2012    | CSI: Crime Scene Investigation          | Sheila DeMarcus                    | Episodul: "Code Blue Plate Special"  |
| 2013    | Chance at Romance                       | Roz                                | Film Hallmark Channel                |
| 2013    | The Good Mother                         | Rachel                             | Film Lifetime TV                     |
| 2014    | Zoe Gone                                | Det. Patricia Henderson            | Film Lifetime                        |
| 2015    | Sin City Saints                         | Bernice Pope                       | Yahoo Studios                        |